# Renault R.S.17
La Renault R.S.17 è una vettura da Formula 1 realizzata dalla Renault per prendere parte al Campionato mondiale di Formula 1 2017.

## Livrea
La livrea continua a mantenere il giallo come colore predominante. Da segnalare il nuovo logo del team e altri partner sponsor come Castrol e Mapfre.

## Carriera agonistica

### Test
Il team si conferma in crescita rispetto alla disastrosa passata stagione, annunciandosi come un team di metà griglia in grado di competere per la parte bassa della zona punti.

### Stagione
La scuderia conferma Jolyon Palmer ma non Kevin Magnussen che si accasa alla Haas, venendo sostituito da Nico Hülkenberg proveniente dalla Force India.
Rispetto all'annata precedente il team raccoglie più piazzamenti a punti soprattutto con Hülkenberg che raggiunge anche il miglior piazzamento stagionale per la squadra, il sesto posto in Spagna, Gran Bretagna, Belgio e Abu Dhabi. Lo stesso piazzamento lo raggiunse Palmer a Singapore ma essendo stato l'unico suo piazzamento a punti fu appiedato con quattro gare di anticipo venendo sostituito dallo spagnolo Carlos Sainz Jr. proveniente dalla Toro Rosso. L'iberico riesce a raggiungere alla sua prima gara nel team il settimo posto in America, mentre negli altri 3 appuntamenti subì due ritiri ed un undicesimo posto raggiunto.
Al termine della stagione il team di Enstone si piazzò al sesto posto nei costruttori, con appena quattro punti di vantaggio sulla Toro Rosso. 

## Piloti
| Piloti ufficiali       | Piloti ufficiali | Piloti ufficiali |
| Nazione                | Nome             | Numero           |
| ---------------------- | ---------------- | ---------------- |
| Germania (bandiera)    | Nico Hülkenberg  | 27               |
| Regno Unito (bandiera) | Jolyon Palmer    | 30               |
| Spagna (bandiera)      | Carlos Sainz Jr. | 55               |

## Risultati in Formula 1
| Anno | Team            | Motore                     | Gomme | Piloti     |     |    |    |     |    |     |    |     |    |    |    |    |     |     |    |     |     |     |    |     | Punti | Pos. |
| ---- | --------------- | -------------------------- | ----- | ---------- | --- | -- | -- | --- | -- | --- | -- | --- | -- | -- | -- | -- | --- | --- | -- | --- | --- | --- | -- | --- | ----- | ---- |
| 2017 | Renault F1 Team | Renault RE16, V6 1.6 turbo | P     | Hülkenberg | 11  | 12 | 9  | 8   | 6  | Rit | 8  | Rit | 13 | 6  | 17 | 6  | 13  | Rit | 16 | Rit | Rit | Rit | 10 | 6   | 57    | 6º   |
| 2017 | Renault F1 Team | Renault RE16, V6 1.6 turbo | P     | Palmer     | Rit | 13 | 13 | Rit | 15 | 11  | 11 | Rit | 11 | NP | 12 | 13 | Rit | 6   | 15 | 12  |     |     |    |     | 57    | 6º   |
| 2017 | Renault F1 Team | Renault RE16, V6 1.6 turbo | P     | Sainz      |     |    |    |     |    |     |    |     |    |    |    |    |     |     |    |     | 7   | Rit | 11 | Rit | 57    | 6º   |